# Nederlands-Vlaamse Accreditatieorganisatie
De Nederlands-Vlaamse Accreditatieorganisatie (NVAO) is in 2005 als onafhankelijke, binationale accreditatieorganisatie bij verdrag opgericht door de Nederlandse en Vlaamse overheid om een deskundig en objectief oordeel te geven over de kwaliteit van het hoger onderwijs in Nederland en Vlaanderen.
Accreditatie is "het keurmerk dat tot uitdrukking brengt dat de kwaliteit van een opleiding door het accreditatieorgaan positief is beoordeeld".

## Taken van de NVAO
De taken van de NVAO zijn:
1. De eerste taak van de NVAO is de kwaliteit van het Nederlandse en Vlaamse hoger onderwijs te beoordelen en te borgen: waarborgen dat het niveau en de kwaliteit van hoger onderwijs op peil is en dat dit maatschappelijk herkenbaar en zichtbaar is.
2. De tweede taak van de NVAO is het bevorderen van kwaliteit als cultuur en daarmee het stimuleren van kwaliteitsverbetering in het hoger onderwijs.
3. De NVAO rekent het tot haar derde taak om de verdere ontwikkeling van het ‘Bolognaproces’ te volgen en te ondersteunen.

De geaccrediteerde en door de overheid erkende opleidingen worden opgenomen in het Nederlandse Centraal Register Opleidingen Hoger Onderwijs respectievelijk in het Vlaamse Hogeronderwijsregister.

## Geschiedenis
De bachelor-masterstructuur is in 2002 ingevoerd om de opleidingen in het hoger onderwijs in Europa beter met elkaar te kunnen vergelijken. In Vlaanderen werd dit ingevoerd met het Structuurdecreet. Daarnaast is een accreditatiestelsel ingevoerd om de kwaliteit van het hoger onderwijs te toetsen en te waarborgen. In Nederland en Vlaanderen werd accreditatie een voorwaarde voor de bekostiging/financiering van een bachelor- of masteropleiding door de overheid; voor het recht van instellingen om erkende diploma's af te geven en in Nederland voor het toekennen van studiefinanciering aan studenten.

## Werkwijze
Bij de accreditatie van bestaande opleidingen wordt de volgende procedure gevolgd:
- De opleiding voert een zelfevaluatie uit. Deze zelfevaluatie resulteert in een zelfevaluatierapport.
- Een panel bestaande uit deskundigen, waaronder een student, voert een externe evaluatie uit. Het zelfevaluatierapport vormt daarvoor de basis. Het panel bezoekt de instelling en praat met verschillende betrokkenen, waaronder het bestuur, professoren/docenten, studenten en alumni. De externe evaluatie resulteert in een beoordelingsrapport.
- Op basis van dit beoordelingsrapport neemt de NVAO een accreditatiebesluit.
  - Bij een positief accreditatiebesluit is de opleiding geaccrediteerd voor een bepaalde periode.
  - Bij een negatief accreditatiebesluit (en indien beroep tegen dit besluit wordt afgewezen) dient de opleiding te worden stopgezet.
  - Bij een positief besluit onder voorwaarden is de opleiding geaccrediteerd maar moet ze binnen een beperkte tijd (1 tot 2 jaar) aan afgesproken voorwaarden voldoen.

Accreditatie is een voorwaarde voor overheidsfinanciering van een opleiding. Tevens is accreditatie vereist om een door de overheid erkend diploma met bijbehorende graad te kunnen verstrekken. In Nederland hebben daarnaast alleen studenten aan een geaccrediteerde opleiding recht op studiefinanciering.

## Kritiek op de accreditatie
Critici stellen dat accreditatie funest is voor de real-life kwaliteit van onderwijs en dat het een aspect is van de 'hyperbureaucratisering' van de academie en van de hegemonie van het marktdenken. Het gaat hierbij enkel over het Nederlandse hbo.
In 2017 werd de NVAO genomineerd voor Meester Kackadorisprijs omdat de organisatie volgens de Vereniging tegen de Kwakzalverij wegduikt voor haar verantwoordelijkheid door de accreditatie van enkele hbo-masteropleidingen manuele therapie. Volgens genoemde vereniging is manuele therapie een vorm van kwakzalverij. In 2024 won de NVAO de prijs, voor de accreditatie van een vierjarige opleiding in de osteopathie.